# Pedro Martínez (tennisser)
Pedro Martinez (Alzira, 26 april 1997) is een Spaanse tennisspeler. Hij heeft nog geen ATP-toernooien in het enkelspel of dubbelspel gewonnen. 

## Palmares
| Legenda                       | Legenda               |
| ----------------------------- | --------------------- |
| Grand Slam                    |                       |
| Olympische Spelen             |                       |
| tot 2009                      | vanaf 2009            |
| Tennis Masters Cup            | ATP Finals            |
| ATP Masters Series            | ATP Tour Masters 1000 |
| ATP International Series Gold | ATP Tour 500          |
| ATP International Series      | ATP Tour 250          |

### Enkelspel
| Nr.                  | Datum            | Toernooi      | Ondergrond | Tegenstander in finale | Score         | Details |
| -------------------- | ---------------- | ------------- | ---------- | ---------------------- | ------------- | ------- |
| Gewonnen finales     |                  |               |            |                        |               |         |
| 1.                   | 27 februari 2022 | ATP Santiago  | Gravel     | Sebastián Báez         | 4–6, 6–4, 6–4 | Details |
| Verloren finales     |                  |               |            |                        |               |         |
| 1.                   | 31 juli 2021     | ATP Kitzbühel | Gravel     | Casper Ruud            | 1-6, 6-4, 3-6 | Details |
| Gewonnen challengers |                  |               |            |                        |               |         |
| 1.                   | 14 juli 2018     | Båstad        | Gravel     | Corentin Moutet        | 7-6 (5), 6-4  |         |

### Dubbelspel
| Nr.                              | Datum             | Toernooi      | Ondergrond | Partner           | Tegenstanders in finale                 | Score            | Details |
| -------------------------------- | ----------------- | ------------- | ---------- | ----------------- | --------------------------------------- | ---------------- | ------- |
| Gewonnen finales                 |                   |               |            |                   |                                         |                  |         |
| 1.                               | 31 juli 2022      | ATP Kitzbühel | Gravel     | Lorenzo Sonego    | Tim Pütz Michael Venus                  | 5–7, 6–4, [10–8] | Details |
| Gewonnen challengers herendubbel |                   |               |            |                   |                                         |                  |         |
| 1.                               | 8 september 2018  | Sevilla       | Gravel     | Gerard Granollers | Daniel Gimeno-Traver Ricardo Ojeda Lara | 6-0, 6-2         |         |
| 2.                               | 15 september 2019 | Sevilla       | Gravel     | Gerard Granollers | Kimmer Coppejans Sergio Martos Gornes   | 7-5, 6-4         |         |

### Landencompetities
| Nr.              | Datum            | Toernooi | Ondergrond | Partner(s)                                                                                 | Tegenstanders in finale                                           | Score               | Details |
| ---------------- | ---------------- | -------- | ---------- | ------------------------------------------------------------------------------------------ | ----------------------------------------------------------------- | ------------------- | ------- |
| verloren finales |                  |          |            |                                                                                            |                                                                   |                     |         |
| 1.               | 1-9 januari 2022 | ATP Cup  | Hardcourt  | Roberto Bautista Agut Pablo Carreño Busta Albert Ramos Viñolas Alejandro Davidovich Fokina | Félix Auger-Aliassime Denis Shapovalov Brayden Schnur Steven Diez | 0-2 (2 wedstrijden) | Details |

## Resultaten grote toernooien
| Legenda | Legenda                          |
| ------- | -------------------------------- |
| g.t.    | geen toernooi gehouden           |
| l.c.    | lagere categorie                 |
| –       | niet deelgenomen                 |
| G       | uitgeschakeld in de groepsfase   |
| 1R      | uitgeschakeld in de eerste ronde |
| 2R      | uitgeschakeld in de tweede ronde |
| 3R      | uitgeschakeld in de derde ronde  |
| 4R      | uitgeschakeld in de vierde ronde |
| KF      | uitgeschakeld in de kwartfinale  |
| HF      | uitgeschakeld in de halve finale |
| F       | de finale verloren               |
| W       | het toernooi gewonnen            |
| w-v     | winst/verlies-balans             |

### Enkelspel
| grandslamtoernooien  |      |      |      |      |      |      |
| Australian Open      | –    | 2R   | 3R   | 2R   | 1R   |      |
| Roland Garros        | 1R   | 3R   | 2R   | 1R   | 1R   |      |
| Wimbledon            | –    | g.t. | 3R   | 1R   | –    |      |
| US Open              | –    | 1R   | 2R   | 1R   |      |      |
| ATP Masters 1000     |      |      |      |      |      |      |
| Indian Wells         | –    | g.t. | 2R   | 2R   | 2R   |      |
| Miami                | –    | g.t. | 1R   | 3R   | 1R   |      |
| Monte Carlo          | –    | g.t. | 1R   | 2R   | –    |      |
| Madrid               | –    | g.t. | 1R   | 1R   | –    |      |
| Rome                 | –    | 2R   | –    | 1R   | 1R   |      |
| Montreal/Toronto     | –    | g.t. | –    | 1R   |      |      |
| Cincinnati           | –    | –    | –    | 1R   |      |      |
| Shanghai             | –    | g.t. | g.t. | g.t. |      |      |
| Parijs               | –    | –    | –    | –    |      |      |
| olympisch            |      |      |      |      |      |      |
| Olympische Spelen    | g.t. | g.t. | –    | g.t. | g.t. | g.t. |
| statistieken         |      |      |      |      |      |      |
| totaal aantal titels | 0    | 0    | 0    | 1    | 0    |      |
| eindejaarsranking    | 170  | 85   | 60   | 62   |      |      |

### Dubbelspel
| grandslamtoernooien  |      |      |      |      |
| Australian Open      | –    | 1R   | 3R   | 1R   |
| Roland Garros        | 1R   | HF   | 1R   | –    |
| Wimbledon            | g.t. | 1R   | 2R   |      |
| US Open              | –    | 1R   | 1R   |      |
| ATP Masters 1000     |      |      |      |      |
| Indian Wells         | g.t. | –    | –    | –    |
| Miami                | g.t. | –    | 2R   | –    |
| Monte Carlo          | g.t. | –    | –    | –    |
| Madrid               | g.t. | –    | 2R   | –    |
| Rome                 | –    | –    | 1R   | –    |
| Montreal/Toronto     | g.t. | –    | –    |      |
| Cincinnati           | –    | –    | –    |      |
| Shanghai             | g.t. | g.t. | g.t. |      |
| Parijs               | –    | –    | –    |      |
| olympisch            |      |      |      |      |
| Olympische Spelen    | g.t. | –    | g.t. | g.t. |
| statistieken         |      |      |      |      |
| totaal aantal titels | 0    | 0    | 1    | 0    |
| eindejaarsranking    | 168  | 88   | 81   |      |